# Metopelloides stephenseni
Metopelloides stephenseni är en kräftdjursart som beskrevs av Gurjanova 1938. Metopelloides stephenseni ingår i släktet Metopelloides och familjen Stenothoidae. Inga underarter finns listade i Catalogue of Life.